# Association catholique de la jeunesse canadienne-française
L'Association catholique de la jeunesse canadienne-française ou ACJC est une association catholique québécoise formée en 1904 pour contrer les tendances laïcisantes manifestées au sein de la Ligue de l'enseignement.
Fondée par le jésuite Samuel Bellavance le 13 mars 1904, l'ACJC, dont les objectifs rejoignaient ceux du mouvement français de l'Association catholique de la jeunesse française (ACJF), avait pour but de développer chez les jeunes étudiants ou professionnels laïcs des sentiments catholiques et nationaux. Sa devise était « Piété, étude, action ».
L'ACJC visait à « grouper toutes les forces de la jeunesse catholique canadienne-française pour la défense des intérêts religieux et nationaux » dans « la soumission à l'autorité de l'Église et l'attachement aux directions du Saint-Siège ».
Son credo consistait à affirmer la pratique intégrale du catholicisme, soit un catholicisme vécu par l'individu et par la société, considéré comme le remède à tous les maux et la source de tous les progrès de la société.
Elle fonde Le Semeur. Elle mènera diverses campagnes : en 1905 pour le respect des droits culturels des catholiques en Alberta et en Saskatchewan, en 1906 contre l'alcoolisme, en 1908 pour le maintien du français dans les organismes fédéraux, en 1910 pour ériger un monument à Dollard des Ormeaux.
Dans les années 1930, elle vivra difficilement la montée en popularité de la nouvelle Jeunesse étudiante chrétienne (JEC). La JEC, censée relever de l'ACJC, ne veut toutefois pas comme elle s'engager dans une action nationaliste politique et privilégie plutôt l'action sociale. Après une décennie de rivalités, la JEC deviendra un corps autonome (1941). 
Un fonds d'archives de l'Association catholique de la jeunesse canadienne (ACJC) est conservé à la Société historique du Saguenay.  